# TWIN PLANET
株式会社TWIN PLANET（ツインプラネット）は、東京都渋谷区に本社を置く日本の芸能事務所。
IP（知的財産）を活用したマーケティング・プロモーション型の事務所である。

## 概要
元々は2006年に渋谷エリアに特化したマーケティング会社として設立。「カルチャーブランディング（Culture Branding）」と称し、メディアやイベント、タレントプロデュース業務などの独自コンテンツの企画開発を手がける傍ら、企業向けにガールズマーケティングの支援全般を提供している。近年はいわゆるIP（intellectual property＝知的財産）を活用したマーケティングや企画・運営・制作他、SHOWROOM分野にも積極的に取り組んでいる。
2021年11月、芸人部門を新設。
2017年からは『ラストアイドル』のメンバー、2018年からは『青春高校3年C組』のメンバー（生徒）の所属事務所として担当していた。しかし、2020年初頭からの新型コロナウイルスによる影響で『青春高校3年C組』は2021年3月末で番組・プロジェクトの終了とグループの解散。『ラストアイドル』も2022年5月末でグループ解散を発表。

## 事業内容
- カルチャーブランディング事業
- IPコンテンツ事業
- マーケティング／プロモーション事業
- コンテンツ開発事業
- クリエイティブ事業
- 芸能プロダクション事業
- メディア開発・運営事業
- ライセンス事業
- パブリックリレーション事業
- ライブハウス運営事業
- 訪日インバウンドソリューション事業

## 主な運営コンテンツ / メディア
- T-SPOOK[2][3]
- ファミリーラインプロジェクト
- MAMA Collection
- Girls Research Press
- ギャル流行語大賞[4]
- grp by CROOZblog
- ASIA KAWAII WAY[5]
- FREE PROJECT
- CANDY GIRL[6]
- FACE TOKYO
- 逛逛日本（※上海吉祥航空機内誌）[7]
- Twin Box AKIHABARA
- Twin Box GARAGE[8]
- PAC-STORE[9]
- 刀剣乱舞万屋本舗（渋谷PARCO・心斎橋PARCO）
- 刀剣乱舞2.5茶屋
- pixiv WAEN GALLERY by TWIN PLANET × pixiv
- お祭りだよ！けものフレンズがーでん
- フェムテック事業・メディアサイト「フェムテックtv」・フェムテックアプリ「Wellness for women」
- Business Personal Ship
- Wellness BY 7daysBANANA
- SCRAMBLE PLANET
- たべっ子どうぶつスタンドOmotesando
- たべっ子どうぶつLAND
- 天野喜孝『CANDY GIRL』（KIKKA GALLERY）

## 所属TALENT・COMEDIAN（TWIN PLANET ENTERTAINMENT）
2016年、ツインプラネットエンターテイメントが「第2の鈴木奈々を探せ!」という応募者全員面接するオーディションを「The Next Audition2016」と題して開催した。
表記やソートは公式サイトに準ずる
タレント
- 小森純
- 鈴木奈々
- 須田亜香里（元SKE48）
- ぺえ
- 村重杏奈（元HKT48）
- IMALU
- 矢吹奈子（元HKT48）
- 加藤綾菜
- 休井美郷
- 西野未姫（元AKB48）
- マーティン
- GENKING（業務提携）
- ハ・ヨンス
- 小池里奈
- 長月翠（元ラストアイドル）
- 衛藤美彩（元乃木坂46）
- 朝長美桜（元HKT48）
- くりえみ（業務提携）
- 真洋（元乃木坂46・元Z-Girls）
- 尼崎のなつみかん
- 印度カリー子
- 福井仁美
- Kotty（矯正ちゃん。）
- ペリ・ウブ（元BiS）
- 古澤未来
- 菊池瑠々（元Love La Doll）
- 青木美沙子（業務委託）

俳優
- 矢吹奈子（元HKT48）
- 加村真美
- ハ・ヨンス
- 山本ひかる
- 伊藤歩（業務提携）
- 小池里奈
- 能條愛未（元乃木坂46・元青春女子学園）
- 長月翠（元ラストアイドル）
- 石田千穂（STU48）
- 大松絵美（業務提携）
- 仲万美（業務提携）
- KENROKU
- 久保侑大（元青春高校3年C組)
- 三輪晴香
- 尾崎明日香
- 伊藤雨音
- 岩永結理佳
- 杉浦太陽

アーティスト
- 新しい学校のリーダーズ（アソビシステムとの共同マネジメント）
- 長月翠（元ラストアイドル）
- 仲万美（業務提携）
- おじゃす
- Suupeas
- 衣璃
- 竹田京右

文化人
- 新しい学校のリーダーズ（アソビシステムとの共同マネジメント）
- 山名裕子
- トシ＆リティ
- いんくん｜ファン・インソン
- 印度カリー子
- 原愛梨（業務提携）
- 中嶋竜司（業務提携）
- 李家幽竹（業務提携）
- 福井仁美
- 五十嵐LINDA渉（業務提携）

モデル
- ミチ
- よしあき
- 村重杏奈（元HKT48）
- 休井美郷
- ヴィエンナ
- 衛藤美彩（元乃木坂46）
- 朝長美桜（元HKT48）
- くりえみ（業務提携）
- 平井桃伽
- サラ・ピッツォ
- 南部桃伽
- 武田雛歩
- 桃坂ナナ
- 宮瀬いと
- 古澤未来

アイドル
- 須田亜香里（元SKE48）
- 矢吹奈子（元HKT48）
- 長月翠（元ラストアイドル）
- 石田千穂（STU48）
- 笹木里緒菜（Sweet Alley）
- 高嶺のなでしこ
- 可憐なアイボリー
- Ma'Scar'Piece（電音部（北沢音箱高校））※公式サイト未掲載
- 福を架ける少女
- jams collection（共同事業:RIZE PRODUCTION所属）
- どーぴんぐ疑惑（共同事業:波和PRODUCTION所属）

インフルエンサー
- ミチ
- よしあき
- やみちゃん（一色あやみ）
- GENKING.（業務提携）
- 大松絵美（業務提携）
- ヴィエンナ
- 南部桃伽
- おじゃす
- 尼崎のなつみかん
- Kotty｜矯正ちゃん。
- 宮瀬いと
- 古澤未来
- 荒川真衣（まいころ）
- 青木美沙子（業務委託）
- あんりあんな
- 中野紫音
- 間宮みりあ
- 早坂ゆう（業務提携）
- ぴょんす
- 伊藤雨音
- 流那（森元流那）

コメディアン
- オオシロ大魔神
- 九州男子”
- けものみち
- さくらだモンスター
- ねむたい警備隊
- ジャジャジャジャーン
- チロリアン太陽
- 超時空さをぴ
- ハイパーラッシュ
- ぷれいぼうる
- マウンテンブック
- まつなみ
- バインミーツ

## 元所属者
- 青柳文子
- 穐田和恵（元SDN48）
- 芦沢教授
- 石川晶子（あきぽよ）
- 板橋瑠美
- 伊藤愛真
- 今泉宏美
- 植竹拓（業務提携）
- 上本沙織里
- 栄藤仁美
- おおしま兄妹
- 加藤智子（元SKE48）
- きんきら☆きん
- 後藤萌咲（元AKB48)
- 小原ブラス
- 西郷あゆ美
- 斉藤夏海（なつぅみ）
- 佐々木チワワ
- 瀬菜
- 武田莉奈
- 武智志穂
- 棚橋佑実子
- 鄭世彬
- 長久玲奈（元AKB48）
- 筒井心一
- 椿姫彩菜
- 鳥谷部知愛
- 中岡龍子
- 中北成美
- 中庭アレクサンドラ
- 西川瑞希
- 波北果穂
- 橋本甜歌（てんちむ）
- 人妻幸子。
- ピロム
- 藤田志穂
- 万喜なつみ（なつぽい）
- みかん
- 南明奈
- 桃華絵里
- 山木コハル
- れん（カラフルスクリーム）
- ロイ
- 青春高校3年C組
- たけやま3.5[11]
- Day and Night
- ×純文学少女歌劇団
- ラストアイドル
- ROSE A REAL
- 明美会長
- 123☆45
- かいぴ
- 川神ゆゆ
- 孔雀
- くまりえ。
- 三七瀬
- 新宿のめる・はける
- トミタウミリク
- なんとかかんとか
- はちみつルージュ
- ファルシオン
- ふわふわマカロン
- ポテンポルカ
- みたらしあんこ

## 支社
大阪支社大阪府大阪市西区北堀江1-18-7 HARA BLDG.2F
福岡支社福岡県福岡市中央区大名1-8-12 第二西部ビル201

### かつて存在した支社
愛媛支社（TWIN PLANET愛媛）愛媛県松山市大街道1-1-5（2019年10月16日まで、株式会社タイムとの共同事業）